# أوساغو لوديجيانو
أوساغو لوديجيانو؛ (لوديجيانو: يوساغ) هو كومون (البلدية) في مقاطعة لودي في ال الإيطالية المنطقة لومباردي، تقع حول 35 كيلومتر (22 ميل) جنوب شرق ميلان وعن 8 كيلومتر (5 ميل) جنوب شرق لودي.
يحد أوساجو لوديجيانو البلديات التالية: كافيناغو دادا، سان مارتينو في سترادا، ماسالينغو، مايراجو، فيلانوفا ديل سيلارو، بريمبيو، بورغيتو لوديجيانو.

## روابط خارجية
- الموقع الرسمي